# 神田伯山のこれがわが社の黒歴史
『神田伯山のこれがわが社の黒歴史』（かんだはくざんのこれがわがしゃのくろれきし）は、2021年3月19日にNHK BSプレミアムの「レギュラー番組への道」枠で初回が放送され、その後NHK総合テレビジョンで不定期・レギュラー放送された経済番組。
毎回1つの企業を取材し、商業的に失敗した製品や、思わぬ落とし穴にハマった巨大プロジェクトなどを「黒歴史」として取り上げ、神田伯山が講談調で当時のエピソードを紹介するとともに、当時の関係者へもインタビュー、失敗が元となって後に成功することになった出来事や得られた教訓も聞く。
エピソードを紹介する再現VTRには、毎回様々な既存のキャラクター（プラモデル、フィギュアなど）を使ったストップモーション・アニメーションによる寸劇が挿入される。
2023年7月5日から9月20日まで、毎週水曜23時からの30分枠（若年層ターゲットゾーン日替わり枠）でレギュラー放送された。

## 出演者
- MC - 神田伯山[1]

## 放送リスト
| #  | サブタイトル                        | 初回放送日                   | 放送局           | テーマ                               | 再現VTR出演                                  | 備考 |
| -- | ----------------------------------- | ---------------------------- | ---------------- | ------------------------------------ | -------------------------------------------- | --- |
| 1  | バンダイ 世界一売れなかったゲーム機 | 2021年3月19日 23:15 - 23:45  | NHK BSプレミアム | ピピンアットマーク                   | ガンプラ                                     | 「レギュラー番組への道」枠で放送。 同年5月4日の18:05 - 18:35にNHK総合で地上波放送。                                                                                              |
| 2  | ヤマハ 半導体の落とし穴             | 2021年11月23日 18:05 - 18:35 | NHK総合          | 半導体開発                           | ウルトラシリーズの怪獣                       | レギュラー版の2023年9月6日にリメイク版を放送。 |
| 3  | ブラザー工業 早すぎた配信ビジネス   | 2022年8月9日 22:50 - 23:20   | NHK総合          | TAKERU                               | 『キン肉マン』の超人                         | レギュラー版の2023年7月12日にリメイク版を放送。 リメイク版の放送当時は群馬県知事選挙（7月23日投開票）実施に伴う、政見放送放映のため、関東地方並びにNHKプラスでは放送・配信無し。 |
| 4  | エステー エレカル家電の興亡         | 2023年7月5日                 | NHK総合          | 家電開発                             | 『ストリートファイターII』のキャラクター     | レギュラー放送の初回。 |
| 5  | 森永製菓 ラムネ商品開発の迷走       | 2023年7月19日                | NHK総合          | 大人向けのラムネ開発                 | 『ヤッターマン』のキャラクター               | |
| 6  | コクヨ 暴走!デジタル妄想会議        | 2023年7月26日                | NHK総合          | デジタル時代対応の新商品開発         | ウルトラシリーズの怪獣                       | |
| 7  | カルビー 夢の製造ラインの誤算       | 2023年8月2日                 | NHK総合          | 新商品の製造ライン構築               | 『メダロット』のロボット                     | |
| 8  | キリン 第三のビール12連敗の苦汁     | 2023年8月23日                | NHK総合          | 第三のビール開発                     | 『マジンガーZ』のロボット                    | |
| 9  | オムロン ヘルスケア 苦闘!指式血圧計 | 2023年8月30日                | NHK総合          | 指式血圧計                           | 『キン肉マン』の超人                         | |
| 10 | コーセー 百貨店サバイバルの混沌     | 2023年9月13日                | NHK総合          | 百貨店専用ブランド                   | 『妖怪ウォッチ』の妖怪                       | |
| 11 | 凸版印刷 泡沫の平成メタバース       | 2023年9月20日                | NHK総合          | 3D仮想空間チャット                   | 『モンスターハンター』のハンターやモンスター | レギュラー放送の最終回。 |
| 12 | UHA味覚糖 炎上!ミルクキャンデー悲話 | 2024年8月19日 22:45 - 23:15  | NHK総合          | UHA味覚糖・ミルクキャンデー          | 『機動警察パトレイバー』のレイバー           | |
| 13 | 貝印 特許包囲網の地獄               | 2024年8月20日 22:45 - 23:15  | NHK総合          | 替え刃式カミソリ                     | 『戦国BASARA』の武将                         | |
| 14 | ノジマ 慟哭!失意のエンペラー        | 2025年6月9日 23:00 - 23:29   | NHK総合          | カリスマ社員（のちの社長）の経営戦略 | 『妖怪ウォッチ』の妖怪                       | 当初は「ノジマ 骨肉!社内クーデター」のサブタイトルで2024年12月23日の放送を予定していたが、制作の都合により、延期となった。                                                       |